# Hydropsyche gifuana
Hydropsyche gifuana är en nattsländeart som beskrevs av Georg Ulmer 1907. Hydropsyche gifuana ingår i släktet Hydropsyche och familjen ryssjenattsländor. Inga underarter finns listade i Catalogue of Life.